# Minna Poppius
Minna Cederström, känd under flicknamnet Minna Poppius, född 3 juli 1883 i Stockholm, död 23 april 1984 i Stockholm, var en svensk målare.
Hon var dotter till tullfiskalen Erik Gabriel Poppius (1840–1907) och hans hustru Jenny Cecilia Poppius (1842–1916), född Hazelius. Minna hade sex syskon, varav hennes äldre bror agronomen Daniel Poppius var riksdagsman och hennes yngre bror Set Poppius grundade Poppius journalistskola. 
Minna Poppius studerade målarkonst i Stockholm, London och Paris. Hon hade utställningar i Stockholm, Paris och Rom. Hon målade särskilt miniatyrer, bland annat av prins Eugen, familjen Bernadotte och utländska furstliga personer.
Hon gifte sig, i hans andra äktenskap, med flygbaronen Carl Cederström (1867–1918) och fick med honom dottern Ulla-Metta Cecilia (Mascha) Cederström (1915–1989). Hon bosatte sig, efter makens död, 1919 i Rom och flyttade tillbaka till Stockholm 1980, vid 97 års ålder. Minna Poppius ligger begravd tillsammans med Carl Cederström på Ingarö kyrkogård.